# Mi rival
Mi rival fue una telenovela mexicana producida y dirigida por Valentín Pimstein para la cadena Televisa en 1973, Fue protagonizada por Saby Kamalich y Carlos Bracho, está basada en la radionovela de la escritora cubana Inés Rodena Cuando la rival es una hija. Contó con la actuación especial de la cantante vernácula Lola Beltrán.

## Elenco
- Saby Kamalich - María Elena
- Enrique Álvarez Félix - Jorge
- Carlos Bracho - Gonzalo
- Lupita Lara - Elenita
- Sara García - Chayo
- Cuco Sánchez - Cuco
- Aarón Hernán - Anselmo
- Olga Breeskin - Olga
- Lola Beltrán - Ella misma
- Atilio Marinelli
- Guillermo Álvarez Bianchi
- Ana Lilia Tovar - Diana
- Eric del Castillo
- Silvia Pasquel - Maritza
- Karina Duprez
- Juan Diego Viña
- Alejandro Ciangherotti
- María Teresa Rivas
- Margarita Cortés
- Pedro Damián - Daniel
- Leticia Perdigón
- Arturo Benavides - Genaro
- María Rojo - Rosenda
- Jaime Garza

## Otras versiones
- En 1997 Televisa realizó otra version, bajo el nombre de Amada enemiga, producida por Carlos Sotomayor y protagonizada por Susana Dosamantes, Dominika Paleta y Enrique Ibáñez.
- En 2026 Televisa hará una nueva versión modernizada bajo el mismo nombre producida por Carmen Armendáriz teniendo como protagonistas a Alejandra Barros, Sebastián Rulli y Ela Velden.